# 曼徹斯特體育場爆炸案
2017年5月22日，美國歌手亞莉安娜·格蘭德在英国曼彻斯特竞技场舉行演唱會；演唱會臨近尾聲，當地時間22:33分發生爆炸，致使23人死亡119人傷。

## 過程
当晚22点33分，亞莉安娜的“危险女人”巡回演唱会临近尾声，散場過程中体育场大堂区域发生爆炸。现场观众多达21000人，事发时大批人士正在离开体育场，聚集在大堂购买纪念品。大曼彻斯特警察宣布事件为恐怖袭击，认定其为自杀攻击。这是自伦敦七七爆炸案以来英国死伤最惨重的恐怖袭击，也是曼彻斯特自临时派爱尔兰共和军1996年策动爆炸案以来的首起恐怖袭击。

## 伤亡
警方声称23人在爆炸中身亡，另有包括儿童在内59人受伤。死者包括袭击者。西北救护车服务派遣60辆救护车赶往现场，护送59人到当地医院并在现场救治轻伤者，伤者中有12人是16岁以下的儿童。歌手格兰德并未在事件中受伤。

## 袭击者
警方认定袭击者是22岁的英国籍北非裔移民萨勒曼·拉马丹·阿贝迪（Salman Ramadan Abedi），他已引起情报部门注意。1994年，他出生在曼彻斯特南部一个利比亚穆斯林家庭，在华里区长大，住在法尔洛菲德。萨勒曼和他的弟兄常去迪玆伯里清真寺礼拜，有消息指他们的保安父亲是該清真寺的常客，但寺的礼拜者否认了这一说法，表示“我们不知道他是谁。我们都没见过他 。”
阿贝迪加入黑帮，近年来变成激进分子。2015年，清真寺曾就支持反恐和生命尊严布告，阿贝迪当时的抱怨震惊了负责人，且他在布告后继续展现出“仇恨面目”。
2014年，阿贝迪就读于索尔福德大学，学习工商管理，后被开除。父母于穆阿迈尔·格達費下台后回到利比亚。

## 调查
阿贝迪在法尔洛菲德的住处成为警察调查的重点。武装警察利用遥控炸药破门进入房屋。阿贝迪23岁的哥哥伊斯梅尔在曼彻斯特南部乔尔顿旁哈迪被捕，他与袭击案存在关联。警方还在曼彻斯特南部的另外两个地点展开行动，并突袭了华里区的一个住址，逮捕了三名可能是支援袭击者“网络”的人士。
一位穆斯林社区工作人员报称五年前他们曾警告过英国人，萨勒曼曾发表“声援恐怖分子”的言论。
声称他最近可能回过叙利亚的情报浮现后，情报机关试图确定袭击者是否单独行事，还是恐怖主义网络的成员。法国内政部长热拉尔·科隆告诉法国电视台，萨勒曼从叙利亚回来，跟伊斯兰国有“已证实的”联系。袭击者的父亲和他的弟弟于5月23日和24日分别被叙利亚当局逮捕。弟弟怀疑在叙利亚策划袭击，频繁接触萨勒曼并熟知曼彻斯特竞技场爆炸案计划。
《纽约时报》发表的简易爆炸装置残片图片显示炸弹的炸药藏于轻量级金属容器中，藏在黑色夹克衫或蓝色凯瑞摩背包中。事发时大多数受害者就在袭击者周围。袭击者身躯被爆炸的冲击力掀翻，穿透了进入竞技场的大门，暗示爆炸装置可能藏于背包中，在爆炸时把他推向前。疑似手动引爆器的小型装置也被发现。
内政大臣安珀·路德表示她对阿贝迪的名字和其他交给美国和法国情报部门的绝密信息在案发数小时内在新闻媒体中泄露表示愤怒，这妨碍了调查工作，调查人员需要避免引起袭击者共犯的警觉。她要求美方不继续泄露信息。情报机构我行我素的官员的这种背叛行为被认为对国际调查行动即使取得成功极其不利，表明美国和法国行动安全的漏洞正不断扩大。BBC报道称：“英国政府和警察在美国报纸发布明显展示曼彻斯特爆炸案现场的照片后表示愤怒。反恐警察主任表示泄露无形中摧毁了他们的调查行动及受害者目击者的自信。白厅消息人士补充道：‘我们深感愤怒，这种行为绝对不能接受。’”
至於為何會挑上亞莉安娜的演唱會作為目標，不少專家認為她年紀輕輕就穿著清涼，許多歌詞中也不乏挑逗用句，和伊斯蘭教所提倡的女性觀點背道而馳，因此可能選中亞莉安娜的演唱會警告不守伊斯蘭規範的女性。

## 事后
第二天傍晚1点32分，警方在座堂花园发现可疑物品，出动爆炸控制小组。后来据确认物品是遗留在现场的衣物。
曼彻斯特居民和出租车公司透过Twitter向滞留在演唱会的民众提供免费交通和住宿。事发后，许多父母和孩子在演唱会中走散。附近一家酒店向走失的儿童提供庇护，警方将父母们带到酒店认领小孩。
部分地处竞技场下方曼彻斯特维多利亚站暂停服务，乘客被疏散，车站第二天继续关闭。

## 各界反应

### 英国国内
首相特雷莎·梅称事件是“骇人听闻的恐怖袭击”，并在第二天早上主持了民事紧急情况委员会。
大曼彻斯特市市长安迪·伯纳姆称事件是“邪恶的行为”，向帮助受害者的当地居民和企业致敬。后来他宣布将于第二天晚上在阿尔伯特广场举行守夜仪式。
各大党派宣布暂停2017年英国大选竞选活动。
女王伊丽莎白二世向受这起“可怕事件”影响的人们表达她“最深切的同情”。
政治专栏作家凯蒂·霍普金斯事发后发表推特，称需要寻找“最终解决方案”，而部分人认为她的这条推特有煽动对英国的穆斯林群体发动种族清洗的嫌疑，惹来非议。

### 足球界
當地球會曼徹斯特聯足球俱樂部與荷蘭阿賈克斯在瑞典的2017年歐霸盃決賽開賽前，歐洲足球協會為此舉辦了默哀儀式，並在球場周邊加強安全防護措施，且比賽中，兩隊球員不約而同地繫上黑絲帶，表達對此事件罹難者的哀悼；在此之前，曼聯也對外聲明若順利奪冠將不舉辦慶祝遊行儀式，此外，瑞典當地樂團Axwell Λ Ingrosso在獲知爆炸事件後，決議取消出席開幕演出，並透過聲明表示：「對我們而言，這不是演出的時機。」而在曼聯於歐霸杯奪冠後，球會將獎盃獻給曼徹斯特市，與此同時，同城勁旅曼徹斯特城足球俱樂部亦與其聯手捐出一百萬英鎊作為救助基金，其關鍵字「#ACITYUNITED」（團結之城）與相關圖文衍伸作品，在社交網路成為大話題。
曼徹斯特城足球俱樂部隊總教練佩普·瓜迪奥拉在聽聞爆炸案事件後相當震驚，因為他的妻兒正好也參與了亞莉安娜當晚的演唱會，雖然事後得知妻兒安然無恙，不過因為該事件造成的傷亡，球團對於有關家庭的相關問題並未表態後續的意見，但在事發當晚，主球場阿提哈德球場就被當地政府指定為緊急救難中心，協助安頓事件中的傷患者。
英格蘭足總盃總決賽開賽前夕，甫拿下英格蘭超級聯賽總冠軍，決賽球隊之一的切爾西足球俱樂部因應此一突發事件，而將原本預定要進行的奪冠遊街慶祝活動取消，並將原本預定作為慶祝的資源，投入救助與賑災行列；另一決賽隊伍阿森納足球俱樂部，也基於安全因素，取消了原訂在自家主場酋長球場舉辦的直播活動。
2017年歐洲冠軍聯賽決賽的決賽場地千禧球場，因為此一事件，成為首個非因音樂會與橄欖球賽而封閉頂棚的足球比賽。

### 當事人亞莉安娜及唱片公司的反應
亞莉安娜本人在事發後幾小時於推特上寫道：「心碎了。打從心底感到太难过了。我不知應該說什麼好。」唱片公司其後確定取消危險尤物世界巡迴歐洲場次演出，並讓亞莉安娜先返回美國佛羅里達州的家休息。翌日下午搭乘私人飛機抵佛州的亞莉安娜被媒體拍到神情憔悴，眼睛浮腫。事發後三天，亞莉安娜發表聲明願意支付所有遇難粉絲的喪葬費用和舉辦追思。唱片公司也宣布部分歐洲國家的演唱會及亞洲的巡迴照常舉行。亞莉安娜在5月27日宣佈會重返事故發生地英國曼徹斯特舉行公益演唱會One Love Manchester。5月30日宣佈在6月4日於老特拉福德板球場舉行公益演唱會，共同演出的藝人包括凱蒂·佩芮、麥莉·希拉、酷玩樂團、小賈斯汀、亞瑟小子、奈爾·霍蘭、混合甜心、菲瑞·威廉斯、黑眼豆豆以及接招合唱團，所募得資金已超過 250 萬美元。

### 其他国家和组织
多国领导人和政府表达了慰问，包括亚美尼亚、澳大利亚、亞塞拜然、比利时、加拿大、中国、法国、德国、希腊、匈牙利、印度、伊朗、以色列、日本、肯亚、马来西亚、荷兰、挪威、巴勒斯坦、菲律宾、俄罗斯、新加坡、西班牙、瑞典和美国。